# Nombre de Bond
Pour les articles homonymes, voir Bond.
Le nombre de Bond {\displaystyle (Bo)} est un nombre sans dimension utilisé en mécanique des fluides pour traiter des problèmes de capillarité. Il représente le rapport entre les forces gravitationnelles et la tension de surface, sur une interface entre deux fluides.

## Histoire
L'éponyme du nombre de Bond est Wilfrid Noel Bond (en), physicien anglais. Il est très similaire au nombre d'Eötvös.

## Présentation
Si nous observons une grosse goutte posée sur une surface plane horizontale, nous constatons que la goutte n'a pas une forme sphérique mais est aplatie. Cet aplatissement résulte d'un compromis entre, d'une part, la gravité qui tend à abaisser le centre de gravité de la goutte et, d'autre part, la tension superficielle qui tend à rendre la goutte sphérique. Ce compromis est caractérisé par un nombre sans dimension : le nombre de Bond.
En effet, pour une goutte sphérique de rayon R, en l'absence de gravité, la surpression due à la loi de Laplace est égale à 2γ / R partout à l'intérieur. En présence de gravité, la variation hydrostatique de pression selon la verticale est ∆p = ρg∆z. C'est parce que la pression interne dépend alors de z que la goutte se déforme. Le nombre de Bond compare cette correction hydrostatique calculée sur le diamètre de la goutte supposé sphérique 2R à la surpression de Laplace :
{\displaystyle Bo={\frac {\rho \ g\ 2\ R}{2\ \gamma /R}}={\frac {\rho \ g}{\gamma }}R^{2}}.

## Notation
Le symbole du nombre de Bond est Bo,.

## Définition
On le définit de la manière suivante dans le cas d'une goutte :
{\displaystyle Bo={\frac {\Delta \rho \;g\;{L}^{2}}{\sigma }}}
avec :
- Δρ - contraste des masses volumiques des deux fluides [kg m−3]
- g - accélération gravitationnelle [m s−2]
- σ - tension superficielle [N m−1] ou [kg s−2]
- L - Longueur caractéristique (exemple rayon d'une goutte) [m]

La grandeur {\displaystyle lc={\sqrt {\frac {\sigma }{\Delta \rho \;g}}}} est aussi appelée longueur capillaire. Cette longueur caractérise le rapport des forces de tension superficielle et de pesanteur s'exerçant sur une interface. Elle est de l'ordre de 2,7 mm pour une solution aqueuse sur terre. Elle est parfois notée κ -1 car elle correspond à l'inverse du nombre d'onde pour lequel une onde de surface gravito-capillaire est la plus lente.
Le nombre de Bond caractérise entre autres la déformation d'une goutte d'un liquide. Lorsque le Bo de la goutte est plus petit que 1, la goutte reste sphérique car la tension superficielle l'emporte sur la gravité. À l'inverse, si Bo est grand, la goutte s'aplatit sous l'effet de la gravité.